# Tribolonotus
Tribolonotus (крокодиловий сцинк) — рід сцинкоподібних ящірок родини сцинкових (Scincidae). Представники цього роду мешкають в Індонезії, Папуа Новій Гвінеї та на Солономових Островах.

## Види
Рід Tribolonotus нараховує 10 видів:
- Tribolonotus annectens Zweifel, 1966
- Tribolonotus blanchardi Burt, 1930
- Tribolonotus brongersmai Cogger, 1973
- Tribolonotus choiseulensis Rittmeyer & Austin, 2017[3]
- Tribolonotus gracilis de Rooij, 1909
- Tribolonotus novaeguineae (Schlegel, 1834)
- Tribolonotus parkeri Rittmeyer & Austin, 2017[3]
- Tribolonotus ponceleti Kinghorn, 1937
- Tribolonotus pseudoponceleti Greer & Parker, 1968
- Tribolonotus schmidti Burt, 1930

## Етимологія
Наукова назва роду Tribolonotus походить від сполучення слів дав.-гр. τριβολος — трикутний і νωτος — спина, хребет.